# El Puig de Santa Maria
Pour les articles homonymes, voir Puig.
El Puig de Santa Maria, en valencien et officiellement, (El Puig en castillan), est une commune d'Espagne de la province de Valence dans la Communauté valencienne. Elle est située dans la comarque d'Horta Nord et dans la zone à prédominance linguistique valencienne.

## Géographie

Localisation d'El Puig de Santa Maria
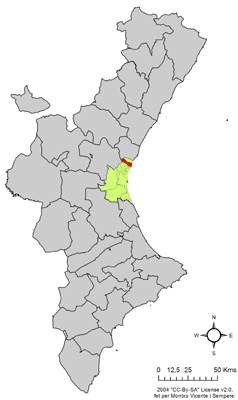
dans la Communauté valencienne.
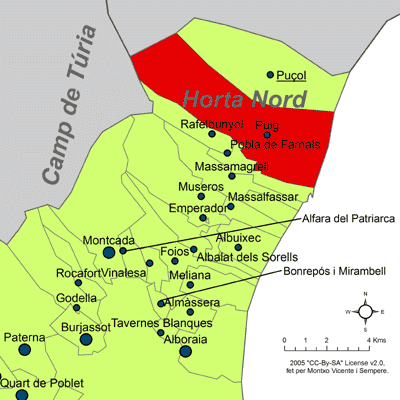
dans la comarque d'Horta Nord.

### Communes voisines
El Puig de Santa Maria est voisin des communes suivantes :
Albalat dels Tarongers, Náquera, La Pobla de Farnals, Puçol, Rafelbunyol et Sagonte, toutes dans la province de Valence.